# おもいで財閥
おもいで財閥（おもいでざいばつ）は、吉本興業（大阪本社）のお笑いコンビ。2021年結成。NSC大阪校40期生。

## メンバー
- ユウダチ[1][2]（1996年8月27日 - ）（28歳）
  - からくり紙芝居師
  - 三重県出身。身長180cm、血液型AB型。
  - 趣味特技は紅茶、アクアリウム、焚き火、ピクニック、物作り、絵
  - 元々ピン芸人「三好ユウダチ」として約5年間活動していた。NSC生時代、大ライブOSAKA2018では決勝3位に入っている。
  - 自身で製作した仕掛けのある紙芝居や小道具を使ったネタが特徴。
  - 「ありがとうご財閥」や「Shall We Smile？」と言った「エクセレントフレーズ（決め台詞）」がある。
  - ライブ等で一緒になった共演者には紅茶のパックを渡している。
  - R-1グランプリ2024では準々決勝、2025では3回戦進出。

- 弦左衛門[1][3]（げんざえもん、1995年12月18日 - ）（29歳）
  - 津軽三味線奏者
  - 大阪府出身。身長174cm、血液型O型。
  - 趣味特技はどらやき作り、ピクニック、津軽三味線、算術
  - 常に浪人笠で顔を隠しており、プライベートでも深めのバケットハットで正体を隠している。
  - 風貌とは反して、軽い話口調が特徴で一人称に「それがし」語尾に「候」を付ける。SNSでは絵文字を多用する。
  - 三味線は三年間、独学で習得した。
  - 現在、顔出しは一切しないと公言している。弦左衛門自身、大の苦手な虫が笠の中に入って来た際、悶絶はしていたものの笠を外すことはなかった。
  - ファンアートを好んで食べている。

## 芸風
執事的な風貌のユウダチと和装の浪人笠を被った弦左衛門からなるコンビ。
お笑いのジャンルは本人たち曰く「大正群像活劇」と呼称している。ネタは主に弦左衛門が演奏する津軽三味線の音色に合わせて、ユウダチがからくり紙芝居を使用し、大正浪漫を思わせる歌ネタを主流としている。
からくり紙芝居は、移動が可能で上下が回転する紙芝居の他に各所に様々な仕掛けが搭載されている。仕掛けのある紙芝居は複数台あり、ネタによって仕掛けの内容も全て違うものとなっている。
また弦左衛門の着用している笠にも様々な仕掛けが搭載されている。
NSC（吉本総合芸能学院）の事をNZC（New Zaibatsu Creation）と呼称している。
二人の大正浪漫的風貌からか温泉施設等の営業を多くこなしている。
ファンの事を「有識者」と呼称している。

## 来歴
- 2021年12月21日　コンビ結成
- 2023年1月　YouTubeチャンネル「おもいで財閥カラーテレビ」開設[4]
- 2024年1月　読売テレビ「あさパラS ブレイク芸人を探せ！」にて初地上波[5]
- 2024年2月　R-1グランプリ2024準々決勝進出（ユウダチ）
- 2024年2月24日　MBSラジオ　サンデーライブゴエでShow！
- 2024年4月　堂山ダイアゴナル原田ちあき審査員特別賞
- 2024年6月19日 日本テレビ「有吉の壁SP」「写真だけを見て相方を選べ！宣材写真ドラフト」
- 2024年8月21日 日本テレビ「有吉の壁SP」「おもしろホテル三日月の人選手権」
- 2024年10月11日　M-1グランプリ2024　二回戦進出
- 2024年10月30日 監督☆長原成樹のやん茶の間っ！　ニコニコ動画
- 2025年2月　R-1グランプリ2025　三回戦進出（ユウダチ）
- 2025年　BS吉本 Y-tube大賞 ※複数回出演
- 2025年6月　温泉施設空庭温泉公式タイアップ(YouTubeチャンネルおもいで財閥カラーテレビ)
- 2025年6月29日／7月6日　BSフジ　まいど！ジャー二ィー「インパクト若手芸人」